# Partecipanti alla Tirreno-Adriatico 2023
Elenco dei partecipanti alla Tirreno-Adriatico 2023.
La Tirreno-Adriatico 2023 è stata la cinquantottesima edizione della corsa. Alla competizione presero parte 25 squadre: le diciotto iscritte all'UCI World Tour 2023, e e sette squadre dell'UCI Europe Tour 2023.
Ciascuna delle squadre è composta da sette ciclisti, per un totale di 175 ciclisti.

## Corridori per squadra
Nota: R ritirato, NP non partito, FT fuori tempo, SQ squalificato
| Alpecin-Deceuninck     | Alpecin-Deceuninck     | Alpecin-Deceuninck     | AG2R Citroën Team        | AG2R Citroën Team        | AG2R Citroën Team        | Astana Qazaqstan Team             | Astana Qazaqstan Team             | Astana Qazaqstan Team             |
| ---------------------- | ---------------------- | ---------------------- | ------------------------ | ------------------------ | ------------------------ | --------------------------------- | --------------------------------- | --------------------------------- |
| N°                     | Ciclista               | Clas.                  | N°                       | Ciclista                 | Clas.                    | N°                                | Ciclista                          | Clas.                             |
| 1                      | Mathieu van der Poel   | 49°                    | 11                       | Ben O'Connor             | 13°                      | 21                                | Aleksej Lucenko                   | NP 7ª                             |
| 2                      | Michael Gogl           | NP 2ª                  | 12                       | Benoît Cosnefroy         | 96°                      | 22                                | Samuele Battistella               | R 5ª                              |
| 3                      | Jasper Philipsen       | 82°                    | 13                       | Felix Gall               | 16°                      | 23                                | Mark Cavendish                    | 121°                              |
| 4                      | Oscar Riesebeek        | 143°                   | 14                       | Nans Peters              | 85°                      | 24                                | Joseph Dombrowski                 | 108°                              |
| 5                      | Ramon Sinkeldam        | 126°                   | 15                       | Michael Schär            | 50°                      | 25                                | Evgenij Fëdorov                   | 106°                              |
| 6                      | Robert Stannard        | 51°                    | 16                       | Greg Van Avermaet        | 61°                      | 26                                | Gleb Syrica                       | 117°                              |
| 7                      | Gianni Vermeersch      | 65°                    | 17                       | Valentin Paret-Peintre   | R 3ª                     | 27                                | Leonardo Basso                    | 127°                              |
| Bahrain Victorious     | Bahrain Victorious     | Bahrain Victorious     | Bora-Hansgrohe           | Bora-Hansgrohe           | Bora-Hansgrohe           | Cofidis                           | Cofidis                           | Cofidis                           |
| N°                     | Ciclista               | Clas.                  | N°                       | Ciclista                 | Clas.                    | N°                                | Ciclista                          | Clas.                             |
| 31                     | Mikel Landa            | 7°                     | 41                       | Jai Hindley              | 15°                      | 51                                | Guillaume Martin                  | 21°                               |
| 32                     | Nikias Arndt           | 66°                    | 42                       | Cesare Benedetti         | R 6ª                     | 52                                | Davide Cimolai                    | 109°                              |
| 33                     | Phil Bauhaus           | 122°                   | 43                       | Nico Denz                | 91°                      | 53                                | Simone Consonni                   | 94°                               |
| 34                     | Santiago Buitrago      | 36°                    | 44                       | Patrick Gamper           | 141°                     | 54                                | Victor Lafay                      | R 6ª                              |
| 35                     | Damiano Caruso         | 14°                    | 45                       | Lennard Kämna            | 4°                       | 55                                | Anthony Perez                     | 68°                               |
| 36                     | Fran Miholjević        | 110°                   | 46                       | Jordi Meeus              | 120°                     | 56                                | Rémy Rochas                       | R 6ª                              |
| 37                     | Andrea Pasqualon       | 71°                    | 47                       | Aleksandr Vlasov         | 9°                       | 57                                | Axel Zingle                       | 57°                               |
| EF Education-EasyPost  | EF Education-EasyPost  | EF Education-EasyPost  | Eolo-Kometa Cycling Team | Eolo-Kometa Cycling Team | Eolo-Kometa Cycling Team | Green Project-BardianiCSF-Faizanè | Green Project-BardianiCSF-Faizanè | Green Project-BardianiCSF-Faizanè |
| N°                     | Ciclista               | Clas.                  | N°                       | Ciclista                 | Clas.                    | N°                                | Ciclista                          | Clas.                             |
| 61                     | Jonathan Caicedo       | NP 5ª                  | 71                       | Lorenzo Fortunato        | 26°                      | 81                                | Alessandro Tonelli                | 47°                               |
| 62                     | Andrey Amador          | NP 2ª                  | 72                       | Davide Bais              | 140°                     | 82                                | Luca Colnaghi                     | 132°                              |
| 63                     | Hugh Carthy            | 8°                     | 73                       | Mattia Bais              | 136°                     | 83                                | Riccardo Lucca                    | 144°                              |
| 64                     | Mikkel Frølich Honoré  | 38°                    | 74                       | Erik Fetter              | 101°                     | 84                                | Filippo Magli                     | 129°                              |
| 65                     | Jens Keukeleire        | 67°                    | 75                       | Francesco Gavazzi        | 80°                      | 85                                | Alessandro Santaromita            | 56°                               |
| 66                     | Sean Quinn             | R 6ª                   | 76                       | Mirco Maestri            | 114°                     | 86                                | Manuele Tarozzi                   | 142°                              |
| 67                     | Julius van den Berg    | NP 5ª                  | 77                       | Samuele Rivi             | 145°                     | 87                                | Samuele Zoccarato                 | 59°                               |
| Groupama-FDJ           | Groupama-FDJ           | Groupama-FDJ           | Ineos Grenadiers         | Ineos Grenadiers         | Ineos Grenadiers         | Intermarché-Circus-Wanty          | Intermarché-Circus-Wanty          | Intermarché-Circus-Wanty          |
| N°                     | Ciclista               | Clas.                  | N°                       | Ciclista                 | Clas.                    | N°                                | Ciclista                          | Clas.                             |
| 91                     | Thibaut Pinot          | 10°                    | 101                      | Thymen Arensman          | 22°                      | 111                               | Biniam Girmay                     | 81°                               |
| 92                     | Bruno Armirail         | 70°                    | 102                      | Laurens De Plus          | R 6ª                     | 112                               | Sven Erik Bystrøm                 | 62°                               |
| 93                     | Olivier Le Gac         | 74°                    | 103                      | Filippo Ganna            | 76°                      | 113                               | Niccolò Bonifazio                 | 84°                               |
| 94                     | Fabian Lienhard        | 128°                   | 104                      | Tao Geoghegan Hart       | 3°                       | 114                               | Lorenzo Rota                      | 25°                               |
| 95                     | Valentin Madouas       | 23°                    | 105                      | Michał Kwiatkowski       | 90°                      | 115                               | Mike Teunissen                    | 60°                               |
| 96                     | Quentin Pacher         | 40°                    | 106                      | Thomas Pidcock           | R 7ª                     | 116                               | Loïc Vliegen                      | R 5ª                              |
| 97                     | Jake Stewart           | 92°                    | 107                      | Magnus Sheffield         | 28°                      | 117                               | Georg Zimmermann                  | 48°                               |
| Israel-Premier Tech    | Israel-Premier Tech    | Israel-Premier Tech    | Jumbo-Visma              | Jumbo-Visma              | Jumbo-Visma              | Movistar Team                     | Movistar Team                     | Movistar Team                     |
| N°                     | Ciclista               | Clas.                  | N°                       | Ciclista                 | Clas.                    | N°                                | Ciclista                          | Clas.                             |
| 121                    | Michael Woods          | 20°                    | 131                      | Primož Roglič            | 1°                       | 141                               | Enric Mas                         | 6°                                |
| 123                    | Derek Gee              | 41°                    | 132                      | Tiesj Benoot             | 34°                      | 142                               | Alex Aranburu                     | 45°                               |
| 124                    | Omer Goldstein         | 95°                    | 133                      | Koen Bouwman             | 55°                      | 143                               | Jorge Arcas                       | 75°                               |
| 125                    | Krists Neilands        | 54°                    | 134                      | Wilco Kelderman          | NP 7ª                    | 144                               | Fernando Gaviria                  | 115°                              |
| 126                    | Giacomo Nizzolo        | 111°                   | 135                      | Attila Valter            | 37°                      | 145                               | Nelson Oliveira                   | 31°                               |
| 127                    | Mads Würtz Schmidt     | 63°                    | 136                      | Wout Van Aert            | 53°                      | 146                               | Albert Torres                     | 104°                              |
|                        |                        |                        | 137                      | Dylan van Baarle         | R 6ª                     | 147                               | Carlos Verona                     | 29°                               |
| Q36.5 Pro Cycling Team | Q36.5 Pro Cycling Team | Q36.5 Pro Cycling Team | Soudal Quick-Step        | Soudal Quick-Step        | Soudal Quick-Step        | Team Arkéa-Samsic                 | Team Arkéa-Samsic                 | Team Arkéa-Samsic                 |
| N°                     | Ciclista               | Clas.                  | N°                       | Ciclista                 | Clas.                    | N°                                | Ciclista                          | Clas.                             |
| 151                    | Gianluca Brambilla     | 42°                    | 161                      | Julian Alaphilippe       | 30°                      | 171                               | Warren Barguil                    | 24°                               |
| 152                    | Negasi Haylu Abreha    | 135°                   | 162                      | Andrea Bagioli           | 43°                      | 172                               | Nacer Bouhanni                    | R 5ª                              |
| 153                    | Jack Bauer             | 77°                    | 163                      | Davide Ballerini         | 86°                      | 173                               | Donavan Grondin                   | 107°                              |
| 154                    | Filippo Conca          | R 5ª                   | 164                      | Dries Devenyns           | 146°                     | 174                               | Simon Guglielmi                   | 27°                               |
| 155                    | Mark Donovan           | 46°                    | 165                      | Fabio Jakobsen           | 125°                     | 175                               | Laurent Pichon                    | 78°                               |
| 156                    | Damien Howson          | 17°                    | 166                      | Casper Pedersen          | 79°                      | 176                               | Cristián Rodríguez                | 33°                               |
| 157                    | Matteo Moschetti       | 118°                   | 167                      | Bert Van Lerberghe       | 113°                     | 177                               | Clément Russo                     | 88°                               |
| Corratec Selle Italia  | Corratec Selle Italia  | Corratec Selle Italia  | Team DSM-Firmenich       | Team DSM-Firmenich       | Team DSM-Firmenich       | Team Jayco AlUla                  | Team Jayco AlUla                  | Team Jayco AlUla                  |
| N°                     | Ciclista               | Clas.                  | N°                       | Ciclista                 | Clas.                    | N°                                | Ciclista                          | Clas.                             |
| 181                    | Valerio Conti          | 123°                   | 191                      | Andreas Leknessund       | 18°                      | 201                               | Dylan Groenewegen                 | 116°                              |
| 182                    | Stefano Gandin         | 137°                   | 192                      | Alberto Dainese          | 131°                     | 202                               | Alessandro De Marchi              | 93°                               |
| 183                    | Alessandro Iacchi      | R 7ª                   | 193                      | Jonas Hvideberg          | R 6ª                     | 203                               | Michael Hepburn                   | 139°                              |
| 184                    | Alexander Konychev     | 105°                   | 194                      | Marius Mayrhofer         | 89°                      | 204                               | Jan Maas                          | 134°                              |
| 185                    | Jan Stöckli            | 133°                   | 195                      | Florian Stork            | 32°                      | 205                               | Luka Mezgec                       | 119°                              |
| 186                    | Nicolás Tivani         | 100°                   | 196                      | Henri Vandenabeele       | 58°                      | 206                               | Elmar Reinders                    | 112°                              |
| 187                    | Attilio Viviani        | FT 1ª                  | 197                      | Harm Vanhoucke           | 19°                      | 207                               | Zdeněk Štybar                     | 103°                              |
| TotalEnergies          | TotalEnergies          | TotalEnergies          | Lidl-Trek                | Lidl-Trek                | Lidl-Trek                | Tudor Pro Cycling Team            | Tudor Pro Cycling Team            | Tudor Pro Cycling Team            |
| N°                     | Ciclista               | Clas.                  | N°                       | Ciclista                 | Clas.                    | N°                                | Ciclista                          | Clas.                             |
| 211                    | Peter Sagan            | 98°                    | 221                      | Giulio Ciccone           | 5°                       | 231                               | Sébastien Reichenbach             | R 7ª                              |
| 212                    | Maciej Bodnar          | NP 6ª                  | 222                      | Dario Cataldo            | 64°                      | 232                               | Tom Bohli                         | 130°                              |
| 213                    | Mathieu Burgaudeau     | R 6ª                   | 223                      | Amanuel Gebreigzabhier   | 138°                     | 233                               | Lucas Eriksson                    | 97°                               |
| 214                    | Steff Cras             | NP 7ª                  | 224                      | Markus Hoelgaard         | 83°                      | 234                               | Arthur Kluckers                   | 73°                               |
| 215                    | Valentin Ferron        | 69°                    | 225                      | Quinn Simmons            | 72°                      | 235                               | Simon Pellaud                     | 147°                              |
| 216                    | Daniel Oss             | 87°                    | 226                      | Toms Skujiņš             | 39°                      | 236                               | Roland Thalmann                   | 102°                              |
| 217                    | Julien Simon           | NP 5ª                  | 227                      | Edward Theuns            | 99°                      | 237                               | Yannis Voisard                    | 52°                               |
| UAE Team Emirates      |                        |                        |                          |                          |                          |                                   |                                   |                                   |
| N°                     | Ciclista               | Clas..                 |                          |                          |                          |                                   |                                   |                                   |
| 241                    | Adam Yates             | 11°                    |                          |                          |                          |                                   |                                   |                                   |
| 242                    | George Bennett         | 44°                    |                          |                          |                          |                                   |                                   |                                   |
| 243                    | Alessandro Covi        | R 6ª                   |                          |                          |                          |                                   |                                   |                                   |
| 244                    | Davide Formolo         | 35°                    |                          |                          |                          |                                   |                                   |                                   |
| 245                    | João Almeida           | 2°                     |                          |                          |                          |                                   |                                   |                                   |
| 246                    | Brandon McNulty        | 12°                    |                          |                          |                          |                                   |                                   |                                   |
| 247                    | Juan Sebastián Molano  | 124°                   |                          |                          |                          |                                   |                                   |                                   |